# Anadenobolus malkini
Anadenobolus malkini är en mångfotingart som först beskrevs av Chamberlin 1956.  Anadenobolus malkini ingår i släktet Anadenobolus och familjen Rhinocricidae. Inga underarter finns listade i Catalogue of Life.